# زبان روشانی
زبان روشانی یکی از زبان‌های پامیری است که در افغانستان و تاجیکستان صحبت می‌شود. روشانی به تمامی زیرگروه‌های پامیری شمالی اعم از شغنی، یزغلامی، سریکالی یا اروشوری از نظر خانوادگی نزدیک است و شباهت‌های دستوری و واژگانی زیادی با همه آن‌ها به‌ویژه با شغنی دارد و بنابراین برخی از زبان‌شناسان آن را گویش شغنی می‌دانند.
روشان توسط رودخانه پنج به دو قسمت تقسیم می‌شود که در سمت راست در امتداد رودخانه برتنگ به سمت شرق ولسوالی روشان در ولایت خودمختار بدخشان کوهستانی در تاجیکستان و در سمت چپ چندین روستا از ناحیه روشان در شمال ولسوالی شغنان در استان بدخشان افغانستان و منطقه خودمختار بدخشان کوهستانی در تاجیکستان قرار دارد. روشان افغانستان متشکل از شش روستای روبوتین، پاگور، چاوید، یورک، شیخین و چاسنود است که پنج روستای آن در کنار رودخانه پنج واقع شده‌است که در مرز تاجیکستان به هم می‌رسد. بیشتر سخنوران روشانی شیعه و پیرو شاخه اسماعیلیه هستند.